# Isperich
Isperich (bulgariska: Исперих) är en ort i Bulgarien.   Den ligger i kommunen Obsjtina Isperich och regionen Razgrad, i den nordöstra delen av landet, 300 km öster om huvudstaden Sofia. Isperich ligger 279 meter över havet och antalet invånare är 9 735.
Terrängen runt Isperich är platt. Isperich är det största samhället i trakten.
Trakten runt Isperich består till största delen av jordbruksmark. Runt Isperich är det ganska glesbefolkat, med 38 invånare per kvadratkilometer.